# 查理四世禧年柱
查理四世禧年柱（Jubilejní sloup se sochou Karla IV.）位于捷克卡罗维发利的让德卡罗花园（Sady Jeana de Carro），吕措别墅前。柱高6米，立于1858年9月13日，卡罗维发利建城 500 周年之际，以纪念卡罗维发利的缔造者，神圣罗马帝国皇帝查理四世。作者是布拉格雕塑家约瑟夫·麦克斯。。金属雕塑由锌、铝和铅的合金铸造而成，即所谓的锌合金，在19世纪用作青铜的替代品。
查理四世雕像的位置受到了很多批评，因为皇帝的雕像在六米高的地方不太明显。
1958年5月3日，雕像公布为捷克文化古迹加以保护，编号14564/4-889.。2004年，雕像进行全面修复。